# Cyathocalyx
Cyathocalyx es un género de plantas fanerógamas con 42 especies perteneciente a la familia de las anonáceas. Son nativas del  Sur y sudeste de Asia hasta Nueva Guinea.

## Descripción
Las características más destacadas del género que incluye árboles monopodiales, con hojas opuestas, e inflorescencias con seis pétalos que son basalmente cóncavos y constreñidos por encima de los órganos reproductivos para formar una "cámara de polinización".

## Taxonomía
El género fue descrito por Champ. ex Hook.f. & Thomson y publicado en Flora Indica: being a systematic account of the plants . . 126. 1855.  La especie tipo es: Cyathocalyx zeylanicus Champ.

## Especies
- Cyathocalyx acuminatus  C.B.Rob.

- Cyathocalyx globosus Merr.

- Cyathocalyx insularis A.C.Sm.

- Cyathocalyx stenopetalus A.C.Sm.

- Cyathocalyx suaveolens A.C.Sm.

- Cyathocalyx vitiensis A.C.Sm.
- Lista completa de especies